# Contrat Mohatra
 (novembre 2014).
Le contrat Mohatra est un contrat commercial, usé pour prêter de l'argent avec intérêt sans rompre avec l'interdit de l'usure. Il consiste pour le prêteur à vendre un objet à crédit, que lui revend immédiatement l'emprunteur pour une somme inférieure ; il reste toujours alors pour l'emprunteur à payer son crédit, mais celui-ci dispose de la somme obtenue par la vente de l'objet.
D'abord usité dans le monde musulman, le contrat Mohatra est à partir de la fin du Moyen Âge également employé dans le monde catholique. Toléré par certains casuistes, il est dénoncé par Blaise Pascal dans Les Provinciales et interdit par le Saint-Siège en 1679.